# 日置王
日置王（ひきのおおきみ、生没年不詳）は、飛鳥時代の皇族。名は俾支王とも記される。厩戸皇子の子。『上宮聖徳法王帝説』や『聖徳太子平氏伝雑勘文』が引用する『上宮記』逸文のみに名前が見える。